# Luis Zambrano (inventor)
Don Luis Zambrano un Venezolano Inventor del pueblo, hijo de padres campesinos; Ramón de Jesús Zambrano y de Natividad del Carmen Molina, nació un 1 de mayo de 1901 en el pueblo Mesa de Adrián entre las poblaciones de La Playa y Bailadores, en el Estado Mérida (Venezuela), Este importante tecnólogo enfocado en la invención autodidacta en cuyo hacer se conjugan la técnica, la creación y el arte, es uno de los máximos exponentes de la Tecnología Popular en Venezuela. Fue un genio mecánico.
Fue declarado “Hijo Ilustre de Bailadores”, y su nombre se le dio a una de las principales calles de ese pueblo Merideño. Fallece el quince (15) de agosto de 1990, en la población de Tovar del estado Mérida.

## Biografía
Desde niño fue muy curioso y se divertía creando sus propios juguetes con naranja clavadas con paletas de madera, a las que hacía girar en las corrientes de agua de los ríos que se encontraban muy cerca de su casa; las unía con aros y correas para transmitir el movimiento.
Siempre se preocupó por facilitar el trabajo de los campesinos de los pueblos andinos, pensaba en la forma de ayudar a resolver los problemas de su comunidad con máquinas que duraran, fáciles de reparar, poco costosas, que no contaminaran y que todos las pudieran utilizar para el buen vivir colectivo; decía que había que hacer el bien a los demás, con humildad y sin egoísmo, criticaba que muchos aparatos extranjeros no podían repararse cuando se dañaban para que siempre vivamos comprando.
Comenzó sus estudios junto a sus hermanos y otros niños de la comunidad en 1910 mediante un profesor particular contratado por su padre, su educación formal llegó al 4º grado de primaria, pero pronto comenzó a desarrollar interés por la mecánica, cuando era un niño aficionado a descubrir por sí mismo las relaciones de velocidad producidas al accionar, por medio de chorros de agua, naranjas de diversos diámetros, a las que clavaba paletas alrededor a modo de álabes y hacía que giraran en una corriente de agua y, más adelante, ruedas y poleas de madera. Estos juguetes le planteaban cada vez nuevos retos y descubrimientos de principios de física en forma práctica.
Construye su taller en Valle Nuevo en la aldea de Mariño en las cercanías de la población de Bailadores, desde allí adquirió de manera empírica e intuitivamente suficientes conocimientos de electricidad y de mecánica que le permitieron desarrollar cerca de 50 inventos, algunos por encargo, como la máquina peladora de fresas, así como una zaranda para clasificar ajo y numerosas innovaciones a diversas máquinas, a pesar de la limitación que significaba haber perdido la mano derecha, cortada accidentalmente por una sierra en 1977.
Desarrolló turbinas movidas por agua. Algunas de estas turbinas fueron usadas para generar electricidad, o para mover los instrumentos mecánicos de una carpintería, como el torno y la cepilladora. Su casa fue la primera de la zona en estar iluminada por luz eléctrica generada por una turbina hecha por él mismo, antes de que llegara la compañía eléctrica nacional CADAFE. Por tal razón, sus plantas generadoras de electricidad accionadas por caídas de agua fueron de gran utilidad a muchos pueblos y caseríos de la cordillera andina.
Para 1933, cuando en Bailadores fue instalado el servicio eléctrico, ya Zambrano había construido 3 trapiches eléctricos para moler caña de azúcar. En 1950, en la población de Canaguá, instaló una turbina movida por agua, la que proporcionó luz eléctrica a esta comunidad hasta 1978. De igual manera se sirvieron de estas turbinas pueblos merideños como Mucuchachí, San José de Acequias, Río Negro y San Antonio de Estanques, entre otros.
A partir de 1974, Zambrano se hace conocer en el país gracias al esfuerzo de Fruto Vivas y Raúl Esteves Laprea, quienes en 1977 organizan la Fundación Luis Zambrano, destinada a difundir la riqueza creativa y la utilidad del trabajo desarrollado por este inventor. La Fundación se proponía estimular la tecnología popular, fundando una escuela y un taller en Bailadores con todo lo que Zambrano necesitaba, para crear y enseñar a los jóvenes de la zona y lograron la creación del premio Luis Zambrano a la inventiva tecnológica popular que cada año entrega el actual Ministerio del Poder Popular para Ciencia y Tecnología (MPPCT), antiguamente Consejo Nacional de Investigaciones Científicas y Tecnológicas (CONICIT)
El 29 de noviembre de 1984 la Universidad de Los Andes le otorgó el título de doctor honoris causa «por su útil labor creativa», reconocimiento que por primera vez se le confiere a un hombre del campo.

## Inventos
Entre los muchos inventos realizados por Zambrano están:
- Descubrió independientemente la relación entre la circunferencia y su diámetro, es decir, el valor de PI.
- Un generador de 600 amperios, utilizado como soldador de varillas de 3/8, en 1939.
- Un torno grande de 13 tipos de roscas de diferente precisión.
- Una peladora de fresas.
- Una fundición con su respectivo horno, en 1948.
- 20 Turbinas utilizadas en pueblos, caseríos y haciendas para generar electricidad que permiten moler caña, trillar café y otros granos.
- 5 Secadoras de café.
- Una secadora de estiércol para abono;
- Una turbina de doble efecto de 4 salidas con efecto axial nulo;
- 3 Teleféricos montacargas con sus turbinas y una capacidad para transportar media tonelada y un recorrido de medio kilómetro;
- Una máquina clasificadora, limpiadora y cernidora de ajo con capacidad para 1400 kg por hora, que le valió el reconocimiento público por parte del Concejo Municipal de Bailadores, en 1980;
- Una bicicleta moledora de granos y huesos;
- Un taladro vertical con la adaptación de un motor de automóvil de 1924.

Zambrano desarrolló los principios básicos y la construcción de la turbina hidráulica y de la turbina a doble efecto; transformación de motores de gasolina a gas; propulsión de vehículos acuáticos; propulsión a chorro y funcionamiento de motores de explosión.
Hizo investigaciones en el desarrollo de un motor rotativo, su invento más trascendente, al que se dedicó desde 1950 con pasión creativa, una turbina de reacción, a la que llamó "Turbozám" (por "turbina" y "Zambrano") o «motor criollo», como lo llamaron algunos. 
Mientras que un motor convencional tiene miles de piezas, el Turbozám solo tenía cerca de 20. Funcionaba con una sola bujía y una sola cámara en donde se realizaban los 4 tiempos.Su diseño sencillo no lleva bielas, pistones, árbol de levas, válvulas, carburador, ni cigüeñal. Se compone de piezas rotatorias sobre un eje de tracción que al girar produce compresión y expansión ayudada por la inercia de un volante; se fundamenta en un par de álabes o «bailadores» que hacen el papel de pistones o piezas centrales de motor, llamadas así en honor a su pueblo; estos álabes sustituyen la leva rotatoria de los motores convencionales y están accionados por un sistema de engranajes planetarios que forman la cámara de combustión entre ambas aspas. La factibilidad de este motor ha sido comprobada por algunos ingenieros de la Universidad de Los Andes interesados en el tema, pero no se ha llevado a la práctica. Podía girar a 5.000 rpm. No pudo terminar de desarrollarlo por falta de apoyo para la construcción de los álabes.

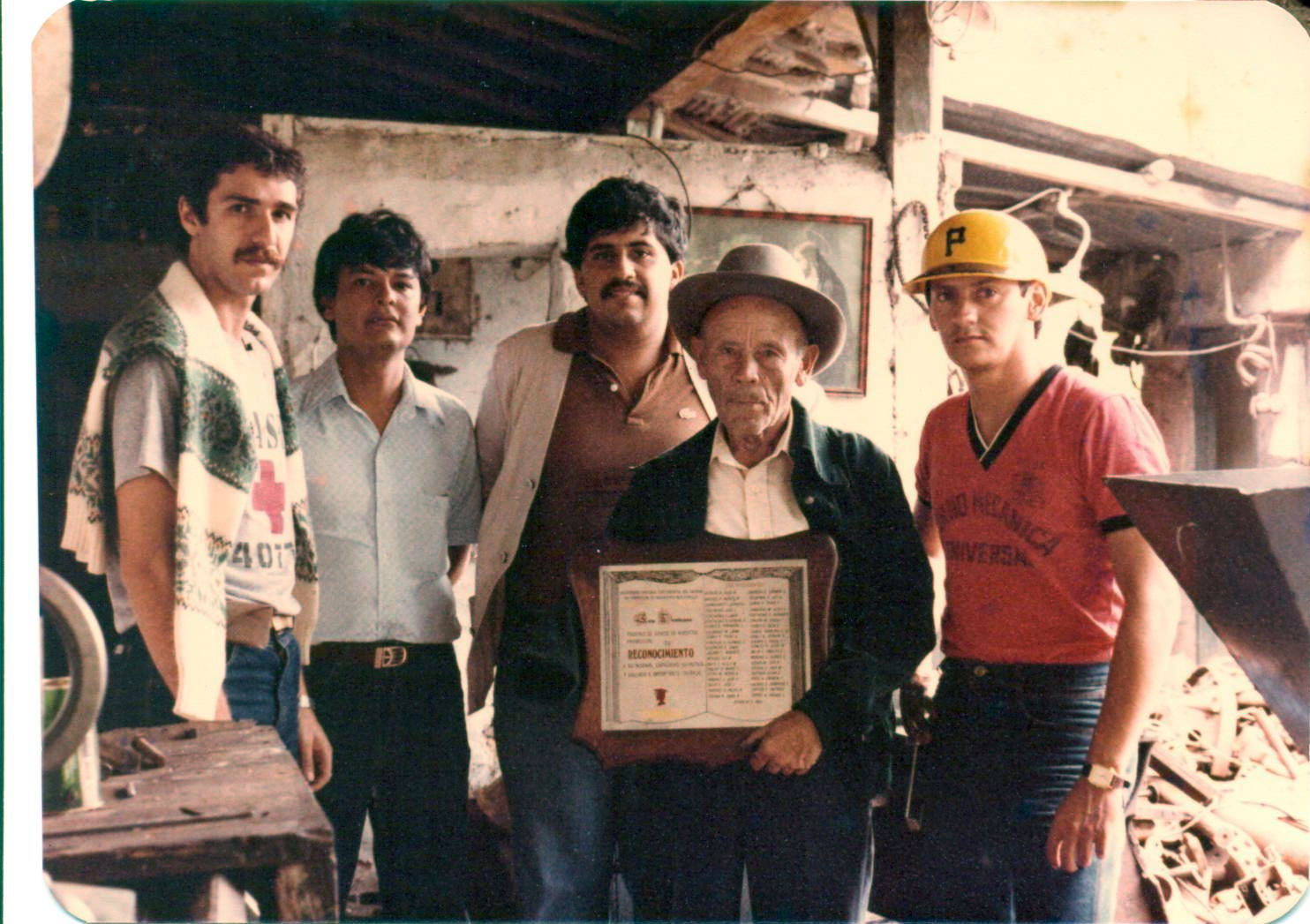
Estos jóvenes lo visitaron en Bailadores, en su casa y taller de trabajo para proponerle que aceptara su designación. Posteriormente, lograron trasladarlo a San Cristóbal para asistir a los actos de grado el 26 y 27 de agosto de 1983. Hasta ahora, se sabe que fue el único apadrinamiento otorgado por este Tecnólogo Popular Venezolano.

En 1983, el grupo de estudiantes de la carrera de Ingeniería Industrial de la Universidad Nacional Experimental del Táchira, nombró a Don Luis Zambrano su Padrino de Promoción conjuntamente con uno de sus profesores: Ing. Ind. Juan Jiménez.
En el año 2008, con motivo de la celebración de sus Bodas de Plata Profesionales, los miembros de la promoción reafirmaron su orgullo de tener como Padrino a Don Luis Zambrano comprometiéndose en difundir su vida y obra.
Para los días 1,2,3 de noviembre de 2012 se realizará en homenaje a Don Luis Zambrano, el Encuentro Nacional de Coros de la Universidad Politectnica Territorial de Mérida. Celebrando 14 años del Orfeón Universitario UPTM y 17 años de la Coral Ciudad Bailadores.
En el 2014 el Ministerio de Ciencia, Tecnología e Innovación puso a disposición del público el “Salón Luis Zambrano 2001-2013, Innovación Tecnológica y Poder Popular”, en la Sala de Exposiciones Temporales del Ecomuseo del Caroní de Ciudad Guayana, estado Bolívar, como una muestra de talento innovativo del venezolano y del respaldo que ha brindado el Gobierno Bolivariano al conocimiento que generan los ciudadanos para aportar soluciones que contribuyen al desarrollo del país.
En el año 2016 la Universidad Nacional Experimental (UNES) en Acarigua estado Portuguesa Venezuela, inaugura el laboratorio de Tecnologías de la Información y la Comunicación (TICs) bajo el nombre de Don Luis Zambrano como un reconocimiento a este respetado inventor popular venezolano.
En el año de 2017 el Colectivo Carabobo Libre en el Estado Carabobo Venezuela, pone en marcha desde las bases de la Economía Comunal en Venezuela el Laboratorio de Innovación Popular Don Luis Zambrano, en reconocimiento al intenso y dedicado trabajo de Luis Zambrano por las Tecnologías Liberadores en Venezuela 